# Чжилі
38°31′ пн. ш. 115°33′ сх. д. / 38.51° пн. ш. 115.55° сх. д.

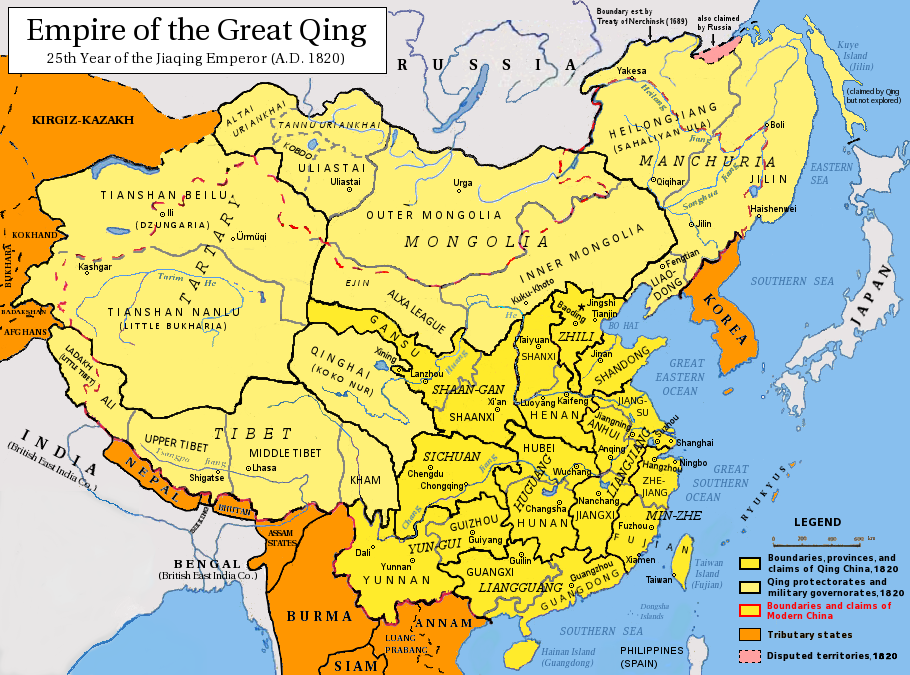
1820

Чжилі (кит.: 直隶 Zhili давніше латинізоване як Chihli, «безпосередньо керована») — назва китайської провінції Хебей до 1928. Створена після захоплення Китаю маньчжурами XVII століття. Провінція через свою близькість до Пекіну управлялася намісником прямо зі столиці. 
У 1928 після перемоги сил Гоміньдану столиця була перенесена в Нанкін, а провінція Чжилі перейменована в Хебей.

Ім'я Чжилі означає «безпосереднє правління» та вказує на регіони, якими безпосередньо керує імперський уряд Китаю.

## Галерея

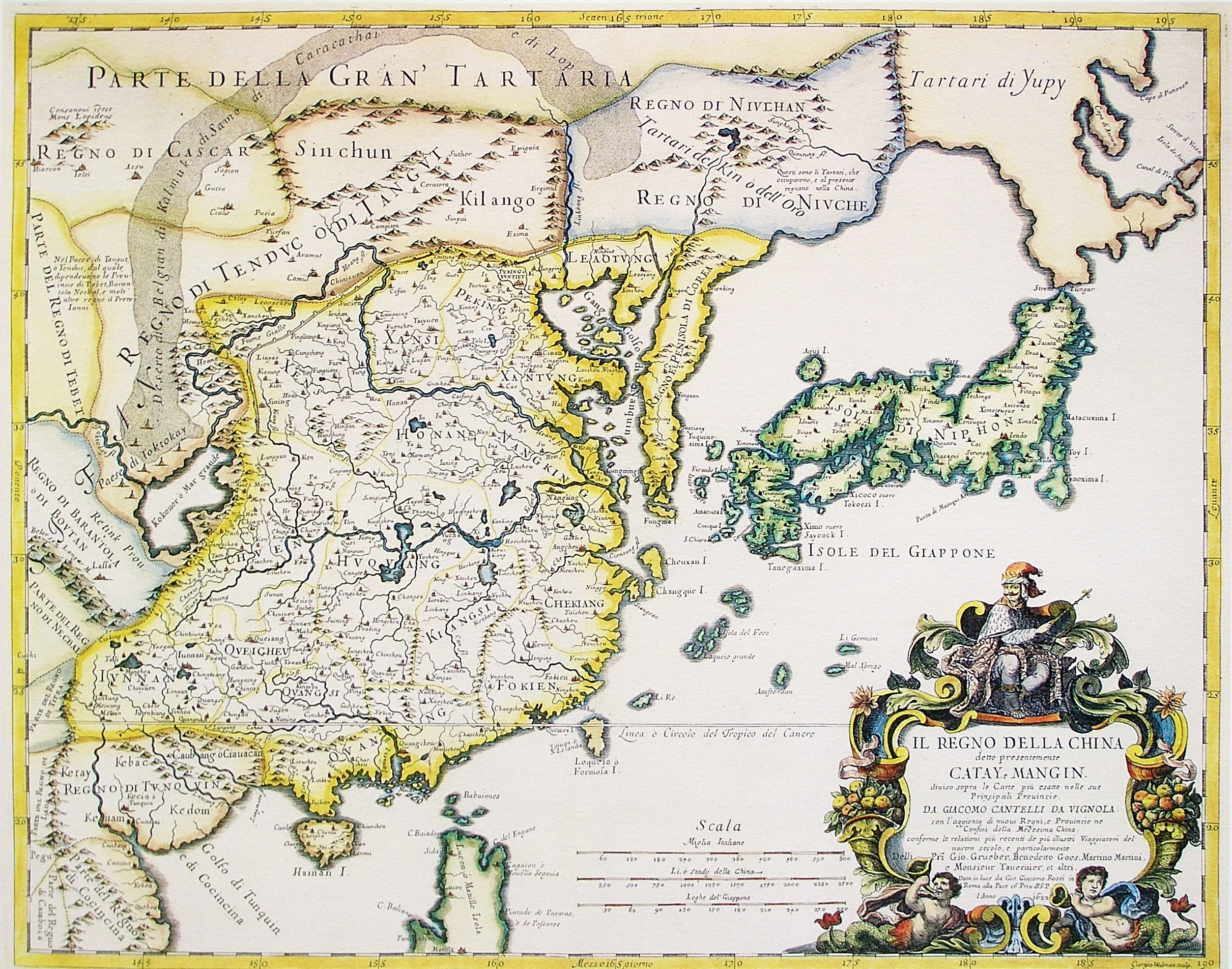
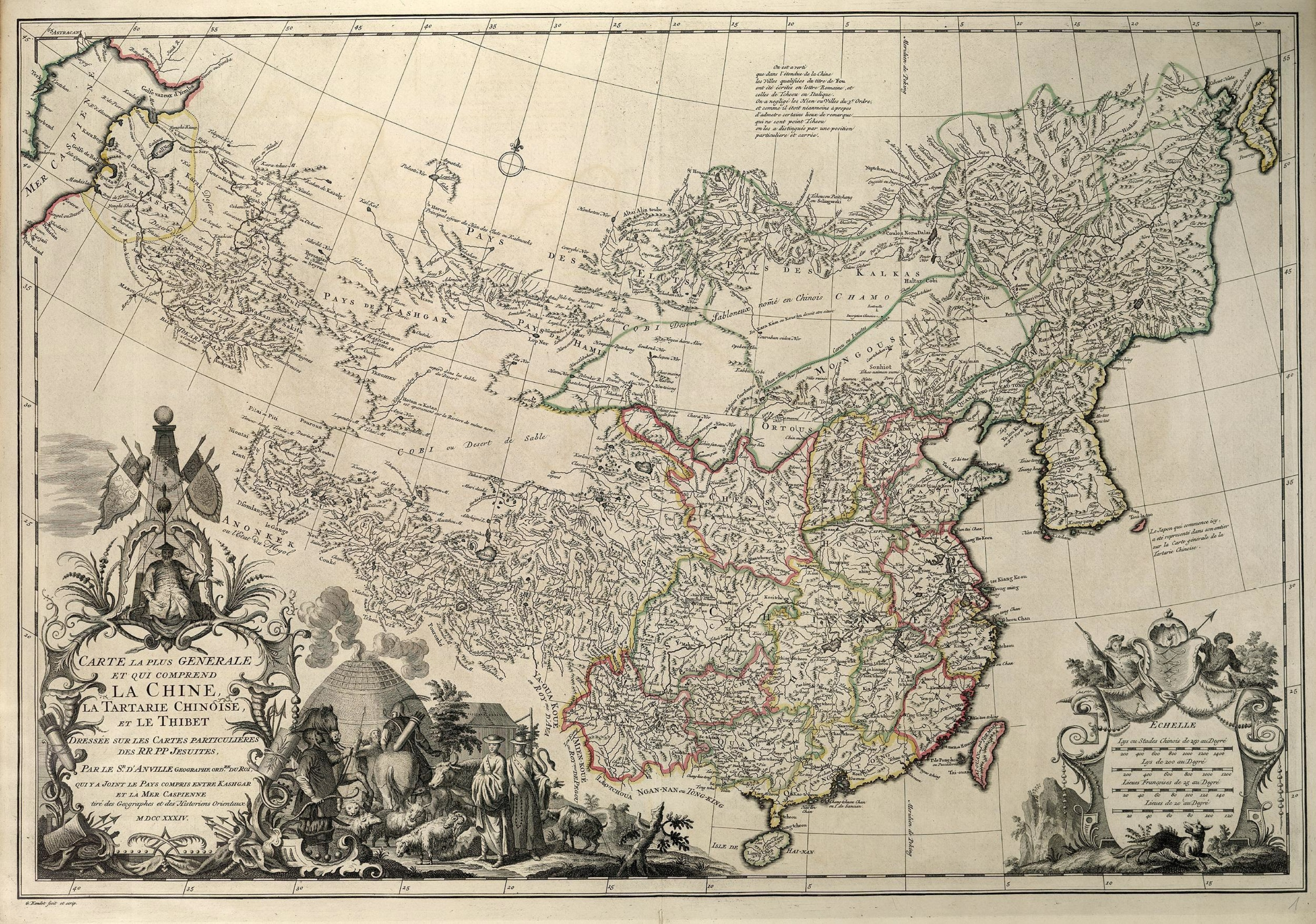
Європейська мапа 17 століття
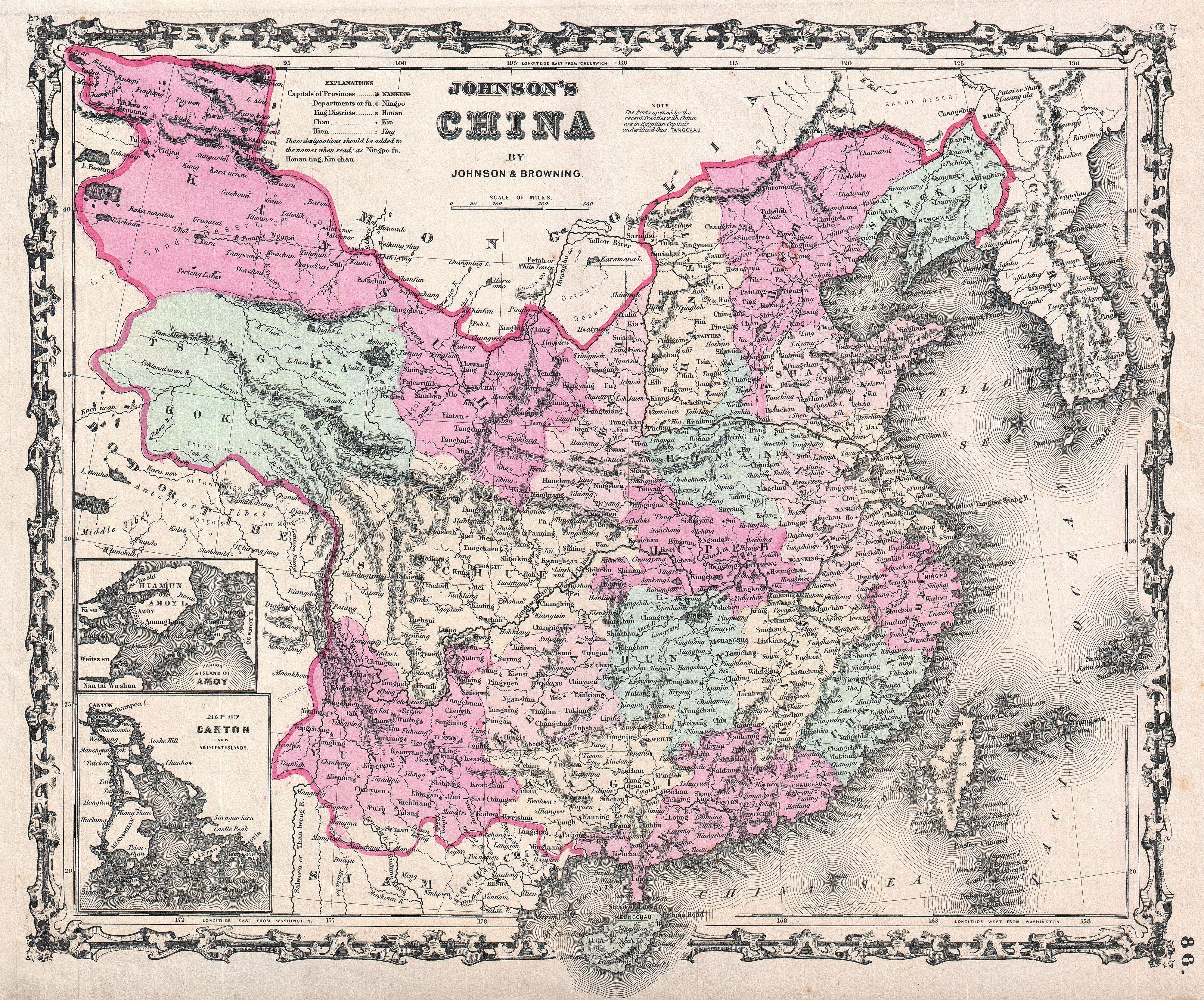
1861